# Finder Darts Masters
De Finder Darts Masters, voorheen Zuiderduin Masters, was een dartstoernooi dat sinds 2001 werd gehouden in Hotel Zuiderduin te Egmond aan Zee. Er was al een voorloper van dit toernooi bekend onder de naam European Grand Masters (1995 en 1996) en de Dutch Grand Masters (2000). Het dartstoernooi werd in december gespeeld en gold als opwarmtoernooi voor BDO World Darts Championship. Sinds 2008 gold dit toernooi als een van de vier "majors" van de BDO, samen met de Lakeside, World Masters en de BDO World Trophy. Voorheen was het enkel een invitatietoernooi waar geen rankingpunten te verdienen waren. Toen in 2008 de BDO-majors International Darts League en de World Darts Trophy stopten te bestaan werd besloten om van de Zuiderduin Masters een major te maken.
De Zuiderduin Masters was het sterkst bezette toernooi in Nederland. De eerste editie vond plaats in 2000. In 2009 gooide Darryl Fitton de eerste 9-darter op het toernooi. Hij deed dat tegen Ross Montgomery uit Schotland.

## Sponsors en verschillende namen
| Naam                   | Jaren     |
| ---------------------- | --------- |
| European Grand Masters | 1995–1996 |
| Dutch Grand Masters    | 2000      |
| Doeland Grand Masters  | 2001–2004 |
| Leendesk Masters       | 2005      |
| Zuiderduin Masters     | 2007–2014 |
| Finder Darts Masters   | 2015–2018 |

## Plaats van evenement
| Jaren     | Plaats         | Hal              |
| --------- | -------------- | ---------------- |
| 1995      | Den Haag       | Grote Kerk       |
| 1996      | Delden         | Aparthotel       |
| 2000      | Hardenberg     | Evenementenhal   |
| 2001–2018 | Egmond aan Zee | Hotel Zuiderduin |

## Mannen Finder Darts Masters
| Jaar | Winnaar (gemiddelde in finale) | Sets          | Runner-up (gemiddelde in finale) |
| ---- | ------------------------------ | ------------- | -------------------------------- |
| 1995 | Raymond van Barneveld          |               | Martin Adams                     |
| 1996 | Martin Adams                   | 4 – 2         | Mervyn King                      |
| 2000 | Martin Adams (97.05)           | 5 – 4         | Steve Beaton (92.70)             |
| 2001 | Raymond van Barneveld          | 5 – 1         | Andy Fordham                     |
| 2002 | Tony David (96.03)             | 6 – 4         | Mervyn King (95.07)              |
| 2003 | Raymond van Barneveld (94.23)  | 6 – 1         | Mervyn King (88.05)              |
| 2004 | Raymond van Barneveld (94.17)  | 5 – 1         | Ted Hankey (81.21)               |
| 2005 | Mervyn King (99.30)            | 5 – 4         | Martin Adams (99.48)             |
| 2006 | Niet gehouden                  | Niet gehouden | Niet gehouden                    |
| 2007 | Gary Anderson (100.32)         | 5 – 4         | Mark Webster (96.45)             |
| 2008 | Gary Anderson (99.21)          | 5 – 4         | Scott Waites (93.75)             |
| 2009 | Darryl Fitton (93.94)          | 5 – 2         | Martin Adams (97.00)             |
| 2010 | Ross Montgomery (94.17)        | 5 – 4         | Robbie Green (93.81)             |
| 2011 | Scott Waites (99.62)           | 5 – 4         | Darryl Fitton (97.91)            |
| 2012 | Stephen Bunting (97.62)        | 5 – 0         | Alan Norris (92.67)              |
| 2013 | James Wilson (91.10)           | 5 – 1         | Stephen Bunting (88.45)          |
| 2014 | Jamie Hughes (96.12)           | 5 – 0         | Gary Robson (86.22)              |
| 2015 | Glen Durrant (100.89)          | 5 – 2         | Martin Adams (97.35)             |
| 2016 | Glen Durrant (97.33)           | 5 – 3         | Jamie Hughes (89.53)             |
| 2017 | Danny Noppert (95.03)          | 5 – 3         | Jim Williams (86.97)             |
| 2018 | Glen Durrant (100.60)          | 5 – 3         | Richard Veenstra (92.11)         |

## Finalisten
| Speler                | Gewonnen | Runner-up |
| --------------------- | -------- | --------- |
| Raymond van Barneveld | 4        | 0         |
| Glen Durrant          | 3        | 0         |
| Gary Anderson         | 2        | 0         |
| Mervyn King           | 1        | 2         |
| Martin Adams          | 1        | 3         |
| Darryl Fitton         | 1        | 1         |
| Scott Waites          | 1        | 1         |
| Stephen Bunting       | 1        | 1         |
| Jamie Hughes          | 1        | 1         |
| Tony David            | 1        | 0         |
| Ross Montgomery       | 1        | 0         |
| James Wilson          | 1        | 0         |
| Danny Noppert         | 1        | 0         |
| Steve Beaton          | 0        | 1         |
| Andy Fordham          | 0        | 1         |
| Ted Hankey            | 0        | 1         |
| Mark Webster          | 0        | 1         |
| Robbie Green          | 0        | 1         |
| Alan Norris           | 0        | 1         |
| Gary Robson           | 0        | 1         |
| Jim Williams          | 0        | 1         |
| Richard Veenstra      | 0        | 1         |

## Vrouwen Finder Darts Masters
| Jaar | Winnaar (gemiddelde in finale) | Sets  | Runner-up (gemiddelde in finale) |
| ---- | ------------------------------ | ----- | -------------------------------- |
| 1995 | Francis Hoenselaar             |       |                                  |
| 1996 | Deta Hedman                    | 3 – 1 | Francis Hoenselaar               |
| 2008 | Lisa Ashton (78.42)            | 2 – 0 | Trina Gulliver (65.91)           |
| 2009 | Julie Gore (86.07)             | 2 – 0 | Tricia Wright (81.75)            |
| 2010 | Trina Gulliver (78.60)         | 2 – 1 | Francis Hoenselaar (71.79)       |
| 2011 | Deta Hedman (81.99)            | 2 – 0 | Aileen de Graaf (68.25)          |
| 2012 | Anastasia Dobromyslova (74.34) | 2 – 1 | Aileen de Graaf (84.69)          |
| 2013 | Aileen de Graaf (74.34)        | 2 – 0 | Anastasia Dobromyslova (73.74)   |
| 2014 | Anastasia Dobromyslova (78.09) | 2 – 1 | Aileen de Graaf (71.88)          |
| 2015 | Fallon Sherrock (88.41)        | 2 – 0 | Anastasia Dobromyslova (73.95)   |
| 2016 | Anastasia Dobromyslova (77.60) | 2 – 1 | Aileen de Graaf (70.71)          |
| 2017 | Aileen de Graaf (75.78)        | 2 – 0 | Deta Hedman (66.31)              |
| 2018 | Lisa Ashton (88.68)            | 2 – 0 | Fallon Sherrock (84.58)          |

## Finalisten
| Speler                 | Gewonnen | Runner-up |
| ---------------------- | -------- | --------- |
| Anastasia Dobromyslova | 3        | 2         |
| Aileen de Graaf        | 2        | 4         |
| Deta Hedman            | 2        | 1         |
| Lisa Ashton            | 2        | 0         |
| Trina Gulliver         | 1        | 1         |
| Francis Hoenselaar     | 1        | 1         |
| Fallon Sherrock        | 1        | 1         |
| Julie Gore             | 1        | 0         |
| Tricia Wright          | 0        | 1         |

## Jeugd Finder Darts Masters
| Jaar | Winnaar (gemiddelde in finale) | Sets  | Runner-up (gemiddelde in finale) |
| ---- | ------------------------------ | ----- | -------------------------------- |
| 2011 | Jimmy Hendriks (81.50)         | 2 – 1 | Mike Zuydwijk (79.65)            |
| 2012 | Quin Wester (88.37)            | 2 – 0 | Kenny Neyens (83.93)             |
| 2013 | Colin Roelofs (77.56)          | 2 – 0 | Berry van Peer (71.16)           |
| 2014 | Callan Rydz (78.72)            | 2 – 0 | Mike van Duivenbode (76.44)      |
| 2015 | Justin van Tergouw (91.77)     | 2 – 0 | Maikel Verberk (88.29)           |
| 2016 | Justin van Tergouw (80.13)     | 2 – 0 | Owen Maiden (70.58)              |
| 2017 | Jarred Cole (86.16)            | 2 – 0 | Nathan Girvan (77.50)            |
| 2018 | Keane Barry (80.52)            | 2 – 0 | Levy Frauenfelder (75.47)        |

## Finalisten
| Speler              | Gewonnen | Runner-up |
| ------------------- | -------- | --------- |
| Justin van Tergouw  | 2        | 0         |
| Jimmy Hendriks      | 1        | 0         |
| Quin Wester         | 1        | 0         |
| Colin Roelofs       | 1        | 0         |
| Callan Rydz         | 1        | 0         |
| Jarred Cole         | 1        | 0         |
| Keane Barry         | 1        | 0         |
| Mike Zuydwijk       | 0        | 1         |
| Kenny Neyens        | 0        | 1         |
| Berry van Peer      | 0        | 1         |
| Mike van Duivenbode | 0        | 1         |
| Maikel Verberk      | 0        | 1         |
| Owen Maiden         | 0        | 1         |
| Nathan Girvan       | 0        | 1         |
| Levy Frauenfelder   | 0        | 1         |